# Shannonomyia gurneyana
Shannonomyia gurneyana är en tvåvingeart som beskrevs av Alexander 1976. Shannonomyia gurneyana ingår i släktet Shannonomyia och familjen småharkrankar.
Artens utbredningsområde är Ecuador. Inga underarter finns listade i Catalogue of Life.